# Trioracodon
Trioracodon — вимерлий рід евтриконодонтових ссавців пізньої юрського періоду до ранньої крейди, поширений у Північній Америці та на Британських островах. Назву отримав у 1928 році.
Він відомий з формації Моррісон, де він присутній у стратиграфічній зоні 5, і з групи Пурбек в Дорсеті.